# Owensboro
Owensboro er en amerikansk by og administrativt centrum i det amerikanske county Daviess County, i staten Kentucky. I 2000 havde byen et indbyggertal på 54.067.

## Ekstern henvisning
- Owensboros hjemmeside (engelsk)

37°45′28″N 87°7′6″V / 37.75778°N 87.11833°V